# Aleksandr Ivanovskij
Aleksandr Viktorovitj Ivanovskij (ryska: Александр Викторович Ивановский), född 17 november (g.s.) (29 november) 1881 i Kazan, Kejsardömet Ryssland, död 12 januari 1968 i Leningrad, Sovjetunionen, var en sovjetisk film- och teaterregissör, manusförfattare och librettist.

## Filmografi i urval

### Regi
- 1918 – Stantsionnyj smotritel
- 1924 – Dvorets i krepost [4]
- 1926 – Dekabristy
- 1936 – Dubrovskij [5]
- 1940 – Vägen till stjärnorna
- 1941 – Melodin som segrade
- 1947 – Solistka baleta
- 1955 – Ukrotitelnitsa tigrov

### Manus
- 1926 – Dekabristy
- 1959 – Eugen Onegin